# Frederik Johan van Baer

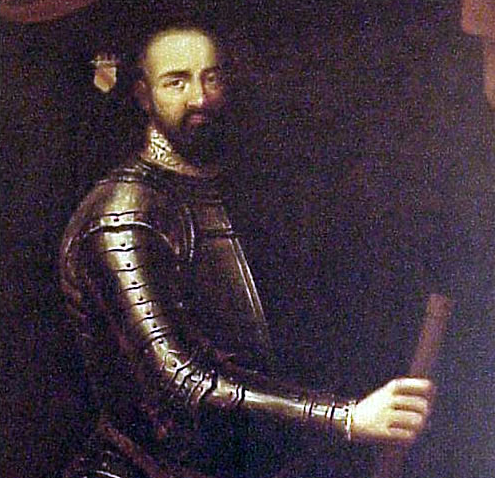
Der Herr von Slangenburg

Frederik Johan van Baer van Slangenburg (* 27. Juli 1645; † 15. Dezember 1713) war ein niederländischer Offizier in Diensten von Wilhelm von Oranien.

## Karriere
Van Baer war ein erklärter Katholik, was ihm eine Karriere in der Regierung unmöglich machte. Eine Militärlaufbahn war daher die am nächstenliegende Alternative. Trotz der Steine, die ihm sein Glauben in den Weg legte, vollzog er eine glanzvolle Karriere in der niederländischen Armee. So kämpfte er im Pfälzischen wie auch im Spanischen Erbfolgekrieg. 1675 befehligte er als Colonel eines der niederländisch-schottischen Regimenter. 1683 wurde er zum Generalmajor befördert, 1692 zum Generalleutnant und 1704 schließlich zum General. In der Schlacht bei Walcourt 1689 befehligte er Truppen; in der Schlacht von Ekeren 1703 rettete er viele Truppen aus einem hoffnungslosen Gefecht.
Die Beziehungen zwischen van Baer und dem Duke of Marlborough waren nicht besonders gut, was 1705 zur Entlassung van Baers und seiner Ersetzung durch Heinrich von Nassau-Ouwerkerk führte, dessen persönliche Beziehungen zu Marlborough weitaus besser waren.
Van Baer baute seinen Stammsitz, das Schloss Slangenburg nahe Doetinchem wieder zu einem ansehnlichen Schloss auf, das seinem Status entsprach. Seine Frau wurde von Gerard Hoet in diversen Gemälden verewigt.

## Familie
Er war der Sohn von Herman van Baer van Slangenburg (1610–1653) und Catharina van Voorst (1620–1678). 1665 heiratete er Dorothea Petronella van Steenbergen, die noch im selben Jahr starb. Frederik heiratete nicht noch einmal.